# 羽鳥湖高原

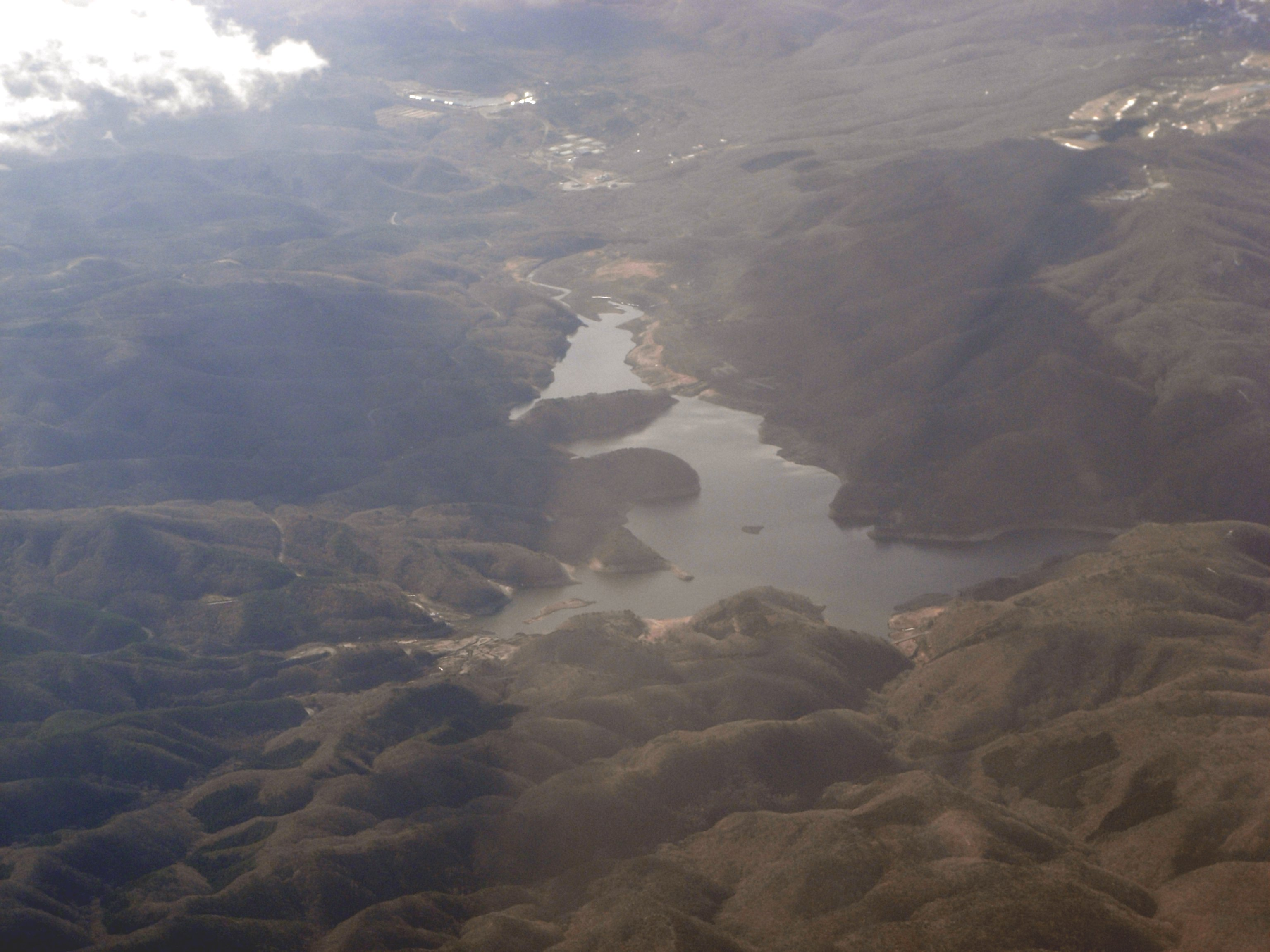
羽鳥湖高原（2007/12）

羽鳥湖高原（はとりここうげん）は、福島県南部、天栄村の白河布引山（標高950m）から広がる高原を言う。
ブリティッシュヒルズ、スキー場、ゴルフ場、レジーナの森などの観光施設、別荘地などが整備され、一年を通して楽しめるリゾート地となっている。

## 周辺の観光ポイント
- ブリティッシュヒルズ
- 羽鳥湖 ワカサギ釣り
- 道の駅羽鳥湖高原

## 交通
- 東北新幹線新白河駅
- JR東日本白河駅、新白河駅
- 東北自動車道白河IC